# Alfa-Ketoglutarna kiselina
α-Ketoglutarna kiselina je jedan od dva ketonska derivata glutarine kiseline. (Termim „ketoglutarna kiselina“, bez dodatnih oznaka, se skoro uvek odnosi na alfa varijantu. β-Ketoglutarna kiselina se razlikuje samo po poziciji ketonske funkcionalne grupe, i znatno se ređe sreće.)
Anjoni ove kiseline, α-ketoglutarati (α-KG, okso-glutarat) su biološki važna jedinjenja. Ova ketokiselina se formira deaminacijom glutamata. Ona je jedan od intermedijera Krebsovog ciklusa.